# Manuel Brunner
Manuel Brunner (* 1981) ist ein ehemaliger österreichisch-grenadischer Skirennläufer.

## Karriere
Brunner stammt aus St. Georgen an der Leys und startete bis zur Saison 1998/99 für Österreich, wechselte jedoch nach einer schweren Verletzung und dem Verlust des Kaderplatzes zum grenadischen Skiverband.
2003 nahm er erstmals an einer Alpinen Skiweltmeisterschaft, wobei er bei den Wettkämpfen in St. Moritz jedoch sowohl im Riesenslalom als auch im Slalom ausschied.
Sein letztes internationales Rennen als aktiver Rennläufer bestritt Brunner im April 2006 bei einem FIS-Riesenslalom in Krvavec.
Vereinzelt startet er noch bei Masters Rennen, so wurde er in dieser Altersklasse 2015 sogar Weltmeister.

## Erfolge

### Weltmeisterschaften
- St. Moritz 2003: DNF Riesenslalom, DNF Slalom
- Bormio 2005: DNF Riesenslalom, DSQ Slalom

### Weitere Erfolge
- Ein Podestplatz bei einem FIS-Rennen